# シャムス山
シャムス山（アラビア語: جبل شمس、「太陽の山」の意）は、オマーン北東部に位置する山。ハジャール山地を形成する、同国の最高峰である。首都マスカットからは240kmある。気温は夏20度前後だが、冬は氷点下に落ち込む。

## ギャラリー

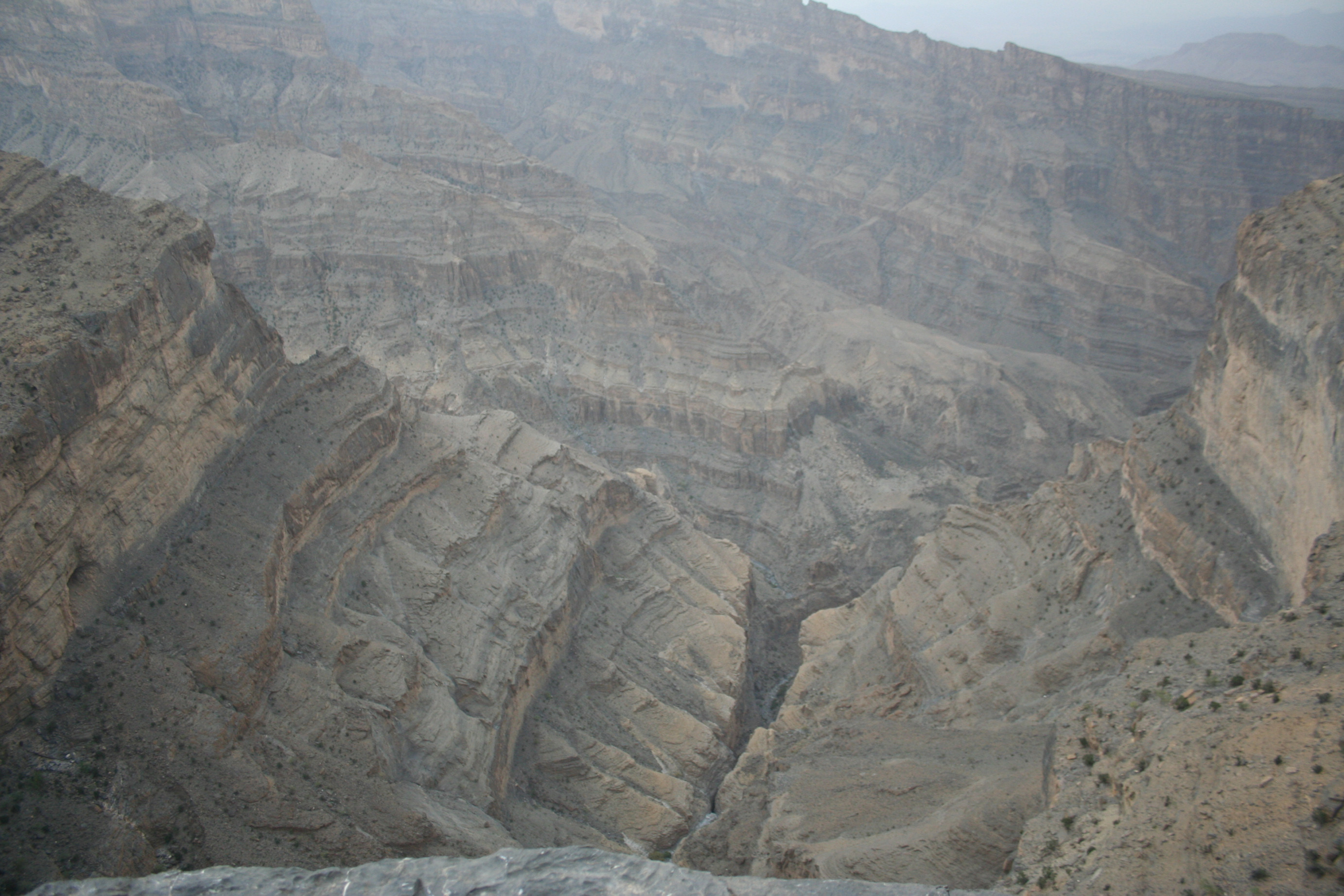
山頂から峡谷を見下ろす
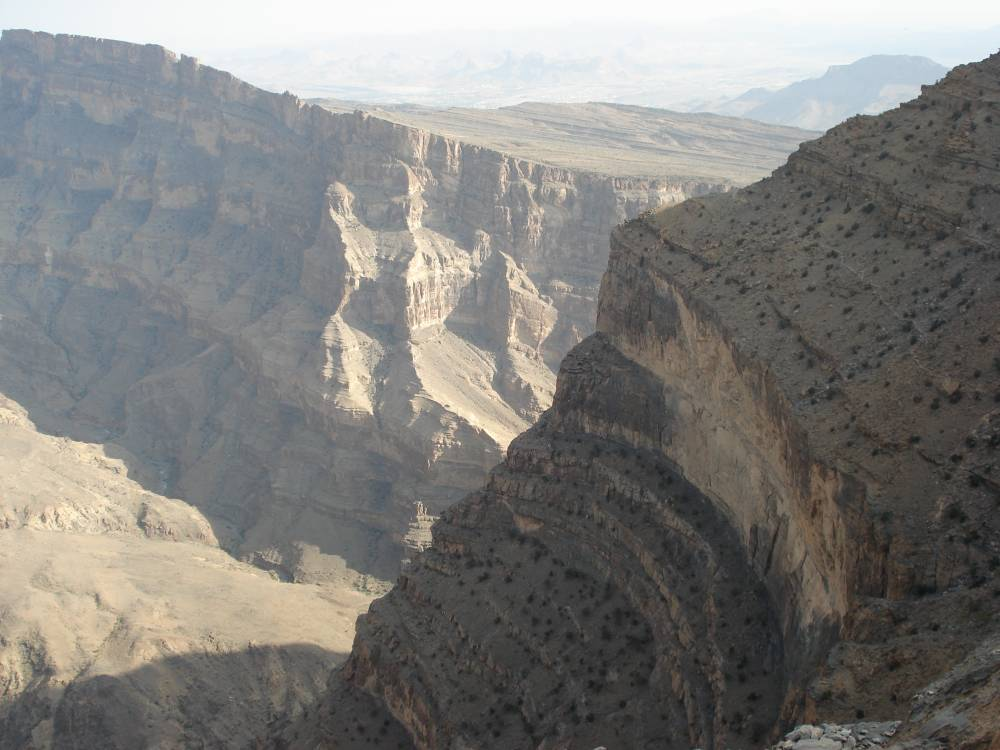
山頂からの眺め
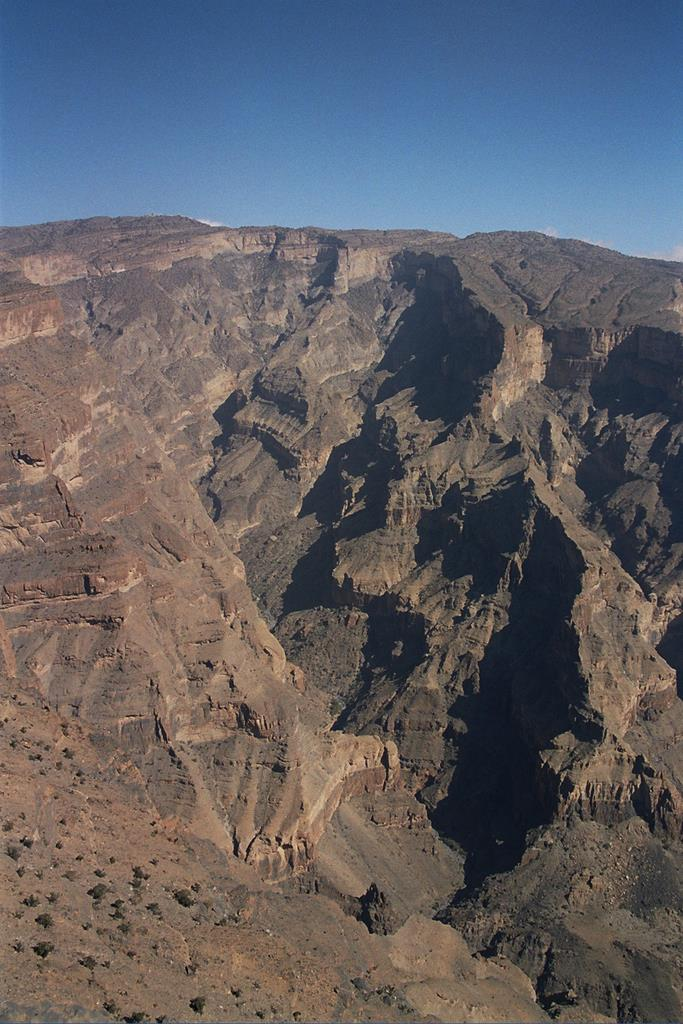
「中東のグランド・キャニオン」とも呼ばれる